# すみっコぐらし

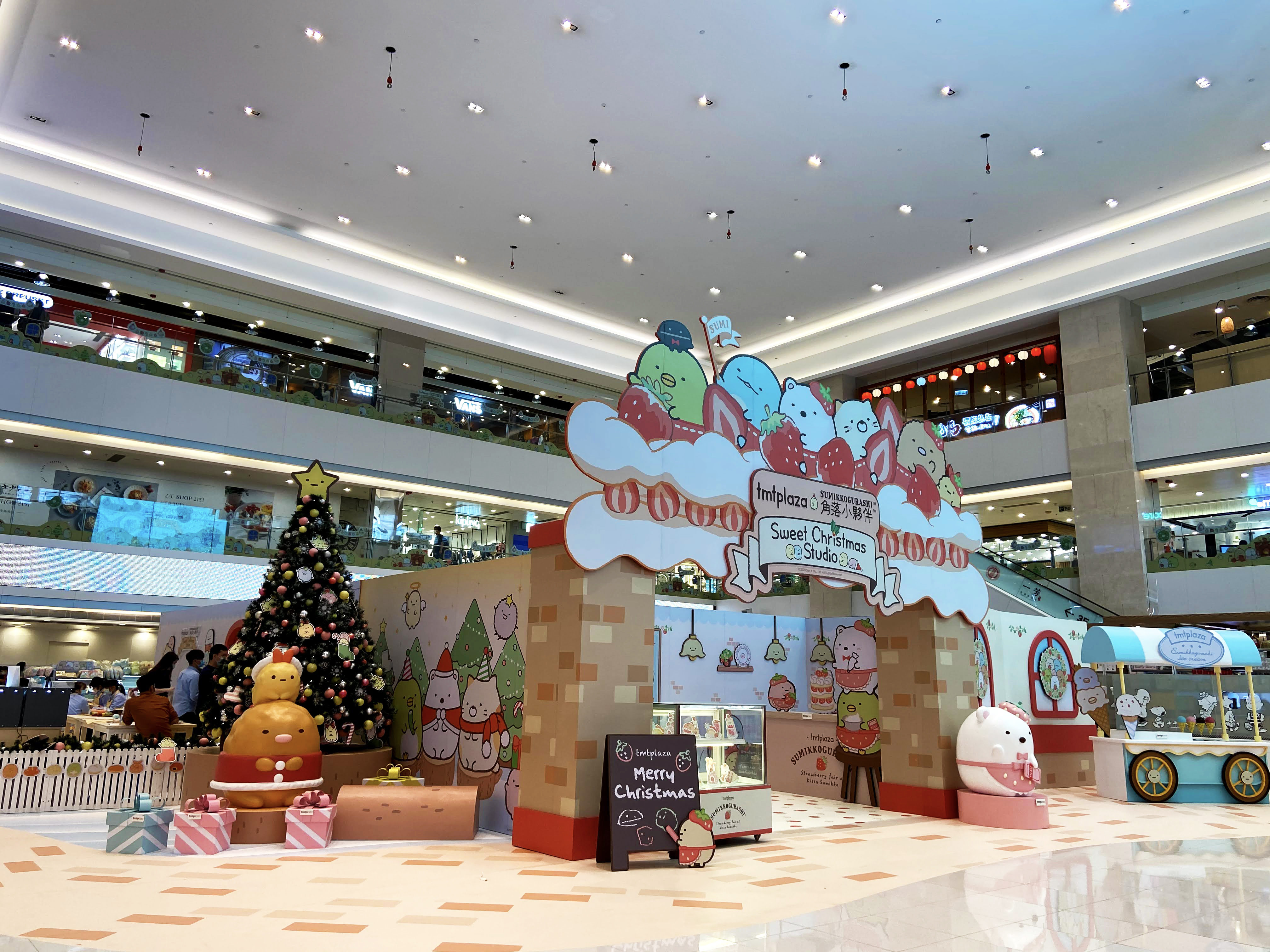
香港のショッピングモールに設営された『すみっコぐらし』のポップアップストア

すみっコぐらしは、2012年に発表されたサンエックスのキャラクター。サブタイトルは「ここがおちつくんです」。作者は元サンエックス制作本部デザイン室所属デザイナーで現在フリーイラストレーターのよこみぞゆり。ひとりで絵と文どちらも担当している。平仮名の「すみっこ」は場所、カタカナの「すみっコ」はキャラクターで使い分けられている。誕生のきっかけは学生時代にノートの隅に描いた落書き。 
関連商品の売り上げ額は年間約200億円（2019年時点）。愛らしさと親しみやすさに定評があり、幅広い世代に支持されている。
2019年度「日本キャラクター大賞」グランプリ受賞。

## 設定
すみっコとは、すみっこがおちつく、すみっこにあつまってくるなかまたちの総称である。キャラクターの大半はコンプレックスを抱えるため少々ネガティブだが、それとは対照的に物事の捉え方がポジティブなタイプも一定数存在する（ざっそう・ほこりなど）。すみっこを好むのはあくまでも習性であり、性格には由来しない。

## 登場キャラクター
しろくま
北から逃げてきた人見知りのシロクマ。赤ん坊の時から大の寒がりで、温かいお茶を隅っこで飲んでいるときが一番落ち着く。手先が器用で、料理を作ったりもできる。特技は絵を描くこと。ピンク地にクリーム色の水玉柄のふろしきを大切にしている。あたたかいものが好きな、のんびりした性格。
北で過ごしていた頃に世界中を旅しているぺんぎん（本物）に出会い、南に暖かい海があることを教わり、それで北から逃げてきてとあるすみっこにたどり着いた。
2024年5月のテーマの「しろくまのふるさと」テーマにて、ぺんぎん(本物)から故郷のしろくまのおかあさんからの手紙と船のチケットを受け取り、みんなと一緒なら帰れると思い北に帰り、双子のしろくまのきょうだいとしろくまのおかあさんと再会し、たまには北も悪くないと思っていた。
『おみせはじめるんです』で経営する店は「喫茶すみっコテーマ」にも登場した喫茶店「喫茶すみっコ」。
原案では「うさぎ」という設定だった。
ぺんぎん？
緑色のペンギン。自分がペンギンなのかどうか自信が無く、昔は頭に皿が乗っていたような気がしている。
「すみっこ」を占領するためにずるい手を使うため、よくアームにつまみ出される。大好物はきゅうりだが、すいか等といった果物も好きな様子。趣味は読書と音楽鑑賞。
「ぺんぺんアイスクリームテーマ」では、ぺんぎん（本物）に作ってもらったメロンアイスの美味しさに感動し、ぺんぎん（本物）と一緒にお店をする事になった。
たぴおか達の違いがわかるらしく、ある黄色のたぴおかがいなくなってしまった時は、他のすみっコたちが気づけなかった中いち早く気付き、たぴおかパークに探しに行って見つけることができた。
『おみせはじめるんです』で経営する店はレンタルショップ。
名前に疑問符がついているが、よこみぞ曰く「イントネーションは生き物としての『ペンギン』と同じ」。
初期の没設定には「日向ぼっこが好きで、気付いたら体に苔が生えてしまい河童のようになってしまったペンギン」や「魚嫌いで、きゅうりばかりを食べていたら体が緑色になってしまったペンギン」などというものがあった。
とんかつ
とんかつを切った際の一番端の部分。お肉部分が1％、脂肪部分が99％と非常に油っぽいため食べ残されてしまった。時々その過去を思い出し落ち込むこともある。自らにソースやからしをかけ、とんかつであることをアピールする。口と思われるピンク色の部分は1%の肉である。食事を採ることは可能。衣がふやけるので普通の風呂には入らず、油風呂に入って自分自身を揚げる。「とんかつ」と自分の名前を書く際「ん」が左右反転するクセがある。
3DS版では好き嫌いは特に無いが魚だけは食べず、あげてもぼーっとする（げんきゲージは上昇する）。
『おみせはじめるんです』で経営する店はたこ焼き屋。
ねこ
気が弱く恥ずかしがり屋な、謙虚な性格の猫。そのため「すみっこ」にいても、他の仲間が来るとすぐにゆずってしまう。巾着の中や猫缶の下など、何かに隠れていると落ち着く。後ろを向いて爪を研いでいることが多い。好物はおにぎり。猫草、猫缶、魚も好き。みかんやレモンなどの柑橘系が苦手と好き嫌いが多い。寝ぼけて猫草と間違えてざっそうをかじってしまうことが多々ある。体型を気にしており、本来の猫のようなスリムな姿に憧れているが、食いしん坊のため、なかなかその夢は叶わない。財布を持っており、すみっコ達のお金を管理している。財布には色々な物が入っている。
『おみせはじめるんです』ではフィットネスジムを経営。
絵本『そらいろのまいにち』では当時ねこが子猫であり、捨て猫だったことが書いてある。そこで他の兄弟と一緒にダンボールの中で暮らしていたことが明らかになる。ねこは、餌を独り占めするほど食いしん坊だった。そのため、他の兄弟より太っていってしまった。後に他の兄弟はもらわれてしまうが、ねこはざっそうとの出会いで他のすみっこと出会う。
とかげ
水色のトカゲと自称しているが実は首長竜の生き残りであるが、捕まってしまうのを避けるためトカゲのふりをしている。すみっコたちに恐竜であることを話しても受け入れてもらえると思ってはいるが、仲間にも危害が及ぶことを恐れ秘密にしている。母とは生き別れになっていたが、後に再会した。
絵本『ここがおちつくんです』でのみ、 一人称が「ぼく」となっていた。
好物は魚。同じく魚好きのねことは割と気が合う。元々海の恐竜だった為、泳ぎが得意。新鮮な魚を取って、ねこに感謝されることもある。
他の4匹と登場時期が異なるため、初期の公式ムービーの中では登場しなかった。
『おみせはじめるんです』で経営する店は寿司屋。
『パズルをするんです』では冒険の途中で他の4匹と運命的な出会いを果たす場面があり、その様子がショートムービーにより描かれている。
ふろしき
ピンク地にクリーム色の水玉柄の風呂敷。しろくまの荷物で場所取りや、防寒用など様々な用途に使われる。結構な頻度で引きずられているが、たまに洗濯される。
ある経緯から基本的に無表情になってしまい、動きも話しもせずしーんとしているが、表情が動くこともある。
仲良しすみっコはしろくま。元々は別の誰かに使われていたが、ある日突然風に飛ばされて、北の海に凍結状態で漂っていた所をしろくまのおかあさんに拾われ、解凍し温めた後に生まれたばかりのしろくまを包んだのがきっかけ。
えびふらいのしっぽ
エビフライの尾と衣部分。固いため、食べられずに残されてしまった。「とんかつ」とは同じような境遇のため、「のこりものなかま」として心が通じ合う友人である。とんかつと同じく油風呂に入る。また、タルタルソースをかけたりミニトマトを添えるなどでエビフライである事をアピールする。
「すみっコ弁当テーマ」では、とんかつと共に「のこさないでね…」と書かれたタスキと、「やめようたべのこし」と書かれたプラカードを持って登場した。
仲良しすみっコは残り物仲間で、揚げ物仲間のとんかつ。
『おみせはじめるんです』ではとんかつのたこ焼き屋を手伝っている。
ざっそう
道端の雑草。なかまの中では珍しくポジティブな性格で、いつか花屋でブーケにしてもらうという夢を秘めている。しかし、道で踏まれなかなか成長しない。根を使って歩くことができる。
仲良しすみっコはねこ。時々寝ぼけたねこに、ねこ草と勘違いしてかじられることもあるがその時ばかりは無表情である。初めて出会った時に水をかけてもらった事がきっかけで、以降よく水をかけてもらうようになる位の仲良しに。
にせつむり
見た目はカタツムリだが、実は殻をかぶったナメクジで、ざっそうが命名。嘘をついていることを後ろめたく思っており、すぐ謝る癖がある。
仲良しすみっコはとかげ。仲間の中で唯一とかげが恐竜であることを知っている。
『おみせはじめるんです』ではとかげの寿司屋を手伝っている。
たぴおか
元々はミルクティーに入っていたタピオカ。ミルクティーだけ先に飲まれてしまい、残されてしまった。ミルクティーの中に居た頃はほこりやざっそう同様に笑顔だったが、現在は常に無表情である。ピンク、黄色、水色のバリエーションがあり、他のみにっコ達とは異なり複数の個体が存在する。稀に現れる「ブラックたぴおか」は他の個体よりもひねくれた性格をしている。
『おみせはじめるんです』では他のみにっこ達と一緒にスイーツショップを経営する。
『パズルをするんです』ではブラックたぴおかが行く先々でイタズラをしかけるボスキャラ的位置づけである。
2019年4月発売のたぴおか特集ではすみっコたちの着ぐるみを着たたぴおかや、プラカップの底にいるたぴおかが「のこさないでね…」と書かれたタスキと、「やめようのみのこし」と書かれたプラカードを持って登場。
「たぴおかパークテーマ」ではたぴおか達がたぴユニコーンや、レインボーとなって登場し、様々なたぴおかの姿が見られるテーマとなっていた。
すみっコぐらし学園ではすみっコ学園長という他のたぴおかよりちょっと大きなたぴおかが学園長をしている。
ぺんぎん？と一緒にいる1匹の黄色いたぴおかがすみっこから出ていてしまった時、ぺんぎん？がひとりで探しに行き、たぴおかパーク内で無事に見つけ出す事が出来た。
しろくまのふるさとテーマでは、北の町で暮らしているうちに体も白くなってしまった、ホワイトたぴおかも登場した。
ほこり
埃。能天気な性格で、「すみっこ」によくたまっている。能天気な性格の為ざっそう同様笑顔。たぴおかと同様複数個体が存在するが、合体して大きくなったり、分裂して小さくなったりすることもできる。ゴミ箱が落ち着く。水に弱く寒いと凍ってしまう。
しろくまのふるさとテーマでは、北の町にやってきた際、体が白くなり凍ってしまった、こおったほこりが登場した。
すずめ
すみっコと言うよりはただの雀。「とんかつ」のことがお気に入りでよくついばんでいる。
最近は、しろくまのふろしきの中身が気になっている。
ふくろうの友達で「みんなでことりっこテーマ」より、ふくろうと共にメインキャラに昇格。しかも今まで喋ることはなく「ちゅん」と鳴くだけだったが、ふくろうに「にあうね」と初めて言葉を喋る様子が見られた（すみっコ達全員が分かる言葉かふくろうにだけ分かる言葉なのかは不明）。
おにぎり
おにぎりのキャラクターであるはずだが、すみっコ達の大好物である。3DS版などのゲームでもアイテム扱いされている。
おばけ
屋根裏の「すみっこ」に住むお化け。怖がられるのを恐れ、ひっそりと暮らしていた。まめマスターのコーヒーを気に入り、喫茶すみっコでアルバイトをしている。面白いものが好きだが、笑って口を開けてしまうと牙が見えるくらい口を開いてしまい、怖がられるので普段は口を閉じている。掃除が好きで、喫茶すみっコで客を無視してまでも掃除をしたことがある。
「おばけのナイトパークテーマ」ではおばけのなかまと出会いナイトパークで一緒に働くことにした。
ふくろう
『おみせはじめるんです』から登場。すずめと仲良しな友達のフクロウ。夜行性だが、すずめに合わせて頑張って日中に起きている。登場する時は基本微睡んでいる。その為、いつも目は半開きで隈ができている。目を開いた時に福を呼び寄せると噂されている。
「みんなでことりっこテーマ」よりすずめと共にメインキャラに昇格。すずめと違い全く鳴かなかったが、言葉を喋ったすずめに「ほー？」と返事をしていた（すずめ同様、すみっコ達全員に分かる言葉かすずめにだけ分かる言葉かは不明）。
きのこ
「とかげのお家にあそびにいきました」テーマから登場。森に住むきのこ。カサが小さい事を気にしている為、大きいカサを被って誤魔化している。以前、にせつむりとぶつかった際に互いに自分を偽っている事を知り、似た者同士で仲良くなった。
あじふらいのしっぽ
「えびふらいのしっぽのおつかい」テーマから登場。アジフライの尾と衣部分。固いため、食べられずに残されてしまった。しかしとんかつやえびふらいのしっぽと違って、残されたことを幸運だと思っているポジティブな性格。とんかつの為に買い物に行ったえびふらいのしっぽと出会い、意気投合する。
2021年2月には角屋食品とのコラボ商品で取り上げられる事になる。
特技は四つ葉のクローバーを見つける事。

### うみっコ
海の隅っこで暮らす生き物達。「ぺんぎん（本物）」以外は「すみっコとうみっコ」テーマから登場。これ以外にもエビやチンアナゴなどのうみっコも描かれている。
ぺんぎん（本物）
「しろくまのともだち」テーマから登場。世界中を旅する本物のペンギン。誰ともすぐに仲良くなれるフレンドリーな性格。しろくまが北にいた頃の友達。遠い南からやってきて、世界中を旅しており、しろくまに南に暖かい海があることを教えた。その後他の所へ旅に行ったが、後に再会している。
すみっコたちに旅のお土産（岩塩、真珠、写真）を分けた。焼きもちを焼いていたぺんぎん？にもフレンドリーに接し、打ち解けてきゅうりで乾杯した。
青と白のボーダー柄のふろしきを持っている。ふろしきにはおみやげとおもいでが沢山詰まっている。
後にアイスクリーム屋を始め、おいしいアイスを広めながら旅をするようになる。すみっコ達の所に再び滞在した際にはぺんぎん？も一緒に働き、店名を「ぺんぺんアイスクリーム」とした。
ふろしき（ボーダー）
ぺんぎん（本物）が連れている大事なふろしき。しろくまのふろしきと違い、基本的に移動の時は木の棒にくくりつけられている。青のボーダー柄で、いつもニッコリと笑っている。中身はおみやげと想い出がつまっている。
くまのみ
イソギンチャクの隅っこに隠れていたカクレクマノミ。クマノミの習性からか、やはり隅っこで隠れている方が落ち着く。
ひとで？（ほし）
プライドが高くちょっと光る。自分はヒトデではないと思っている。夜になり、星が出てきた時に自分が空から落ちてきた星であることを思い出し、空に帰った。
ひとで
海に生息する本物のヒトデ。お客様であるひとで？を仲間として温かく迎え入れている。
うみがめ
海に住んでいる怖がりな性格のウミガメ。首を引っ込められる陸に生息している亀に憧れている。
はりせんぼん
突然変異で生まれた針のないハリセンボン。見た目では、フグと区別がつかないため、よくフグに間違えられるのが悩み。穏やかな性格。
うみねこ
海の猫ではなく、ウミネコというカモメに似た鳥類の一種。魚の食べ過ぎでまん丸な体型をしている。墜落せずに海面ギリギリを飛行するという、ある意味すごい特技を持つ。ねことは気が合う。
くらげ
海をカラフルに彩る普通のクラゲ。海流に流されたくなくて隅っこにとどまっている。たぴおか同様に何種類も存在している。

### その他
アーム
突然現れてはすみっコ達を掴んで「すみっこ」からつまみ出す存在。特にずるい手を使って「すみっこ」を独占するとすぐに現れる。すみっコたちに恐れられる一方、崖から落ちたぺんぎん？を助けたり（絵本『ここがおちつくんです』より）、絵本に吸い込まれそうになったすみっコたちを助けようとする（映画『とびだす絵本とひみつのコ』より）など、謎が多い存在である。ゲームではプレイヤーが任意で使用する事が出来る。
もぐら
ゲーム『ここがおちつくんです』から登場し、シリーズのメインキャラにまで昇り詰めるという色んな意味で異色のわきやくすみっコ。元々は地下の「すみっこ」で暮らしていたモグラ。地上が賑やかになってきたので気になって出てきた。穴から出た時に目の前に置いてあった赤い長靴がお気に入り。それ以来履いている。他のすみっコの真似をする事が多い。2020年11月テーマ「もぐらのおうちにあそびにいきました」で、たからものをあつめるのが好きで、お片付けが苦手な事が判明。その際にとかげ(本物)の提案ですみっコたちにお掃除を依頼、そのお礼に自分が集めたたからものを贈っている。
ちなみに、自宅とすみっコ達の家に入る時は必ず長靴を脱ぐ律儀な面を持っている。
やま
富士山に似ている小さな山。温泉に現れて富士山に成りすますなど、富士山に憧れている。（が、その時は背丈が足りないので脚立に乗っている。）
温泉に入ると赤ふじになる。
『おみせはじめるんです』では「ぬくぬく湯ごもりテーマ」で登場した「すみっコの湯」を経営する。
「かわうそとすみっコキャンプ」テーマでは、キャンプに合わせて緑に左側にふたばが生えた姿になった。
2020年8月発売の「たぴおかパーク」テーマでは、たぴおか達にレインボーに塗装された。
2022年2月の「こいぬといぬごっこ」テーマでは、いぬからおにぎりに似ていると言われた（同テーマでのてのりぬいぐるみではおにぎりの姿になっている。）
ふたば
すみっコ散歩等に登場する、小さいなにかの双葉のキャラ。すみっコ達がおさんぽ中にぺんぎん？が見つけた葉っぱで、きゅうりが育つようにと水を与えられていた。
葉の右側に目と口が付いている。
よつばになりたいらしく、「あと2枚…」と思っている。ちなみに、久々に登場した時は地面からではなく鉢植えから生えていた。
まめマスター
「喫茶すみっコ」テーマから登場。喫茶すみっコのマスターであるコーヒー豆。口数が少ないが、「このよでいちばんうまい」と噂される美味しいコーヒーを淹れる事が出来る。店で働くおばけ（『おみせはじめるんです』ではしろくまにも）にコーヒーの淹れ方を指南している。後のテーマに登場したうさぎマイスターとは旧友で、蝶ネクタイをプレゼントしている。
とかげのおかあさん（スミッシー）
「とかげとおかあさん」テーマから登場。「すみっ湖」というたぴおかのような形の湖にネッシーのように現れた謎の首長竜。その正体はとかげの生き別れの母で、とても優しい恐竜。とかげと会う為に海からやってきた。ちなみに他のすみっコ達はとかげが恐竜だと知らないため、二人が親子である事に気付いていない。とかげの回想としては初期から登場していた。
はずれぼう
「だがし屋すみっコ」テーマから登場した、アイスキャンディーの棒。あたりぼうに憧れている。はずれぼうが10本集まるとあたりぼうになると聞いて、仲間を探している。現在では仲間が見つかり３本となっている。
あたりぼう
駄菓子になりきったすみっコの木製スプーン（主にアイスやヨーグルト）として、イラストやグッズに登場している。
すみ神様
2017年の1月にすみっコぐらし5周年を盛り上げるキャラクターとして登場。5年に1度姿を見せるすみっこの神様。すみっコ達をいつもどこかで見守っている。長年すみっこで修行を積み、すみっこにすっぽり収まる体型になったうえ、お尻にはすみの跡がある。変幻自在の金のアームを持っている。2022年1月の10周年の際にも登場した。
弟子
すみ神様の弟子。すみ神様のようにすみを極めるために修行中。小さいアームを持っている。
弟子ということなのか、すみ神様より小さい体で同じ形の眉毛が生えている。
すなやま
「おへやのすみで旅きぶん」テーマから登場。ピラミッドに憧れる小さな砂山。やまの友達。
ちなみに、博物館とのコラボで古代エジプトをテーマにした時にピラミッドになっていたりする。
とかげ（本物）
森に住む本物のトカゲ。「とかげのお家にあそびにいきました」テーマからレギュラー化。絵本「ここがおちつくんです」や「このままでいいんです」でも、とかげの友達として何度か登場している。細かい事は気にしない呑気な性格。とかげとは仲良しだが、その正体が恐竜である事には気付いていない。
がり＆わさび
2015年8月のテーマ「おすしの会」から登場。皿のすみっコにのこされた甘酢生姜のがりとわさび。とんかつやえびふらいのしっぽの残り物なかま。
わた
「しろくまのてづくりぬいぐるみ」テーマから登場。大事にされたぬいぐるみにだけ入っている特別な綿。とかげが大事にしていたおかあさんのぬいぐるみ（しろくま作）がほつれ、直そうとした際に飛び出した。ほこりに似ているが、より幸せそうな顔をしている。また、宙に浮いていて柔らかい笑顔のところは、ほこりと共通している。
ちなみに、この「ぬいぐるみ」テーマのシリーズしか出てきてないが何気に手帳など全キャラが集合しているパターンのイラストでは居たりする。
ねこのきょうだい（グレー、トラ）
「ねこのきょうだいにであいました』テーマから登場。「そらいろのまいにち」で存在が語られていたねこの兄弟で、灰色の毛を持つグレーと、トラ柄のトラの二匹。グレーは、全身灰色で足先としっぽの先、お腹の部分だけ白く青いリボンを巻いている。性格は好奇心旺盛で元気一杯。トラはまだら模様で、ピンク色のリボンを巻いている。のんびりな性格でいつも眠そうにしている。どちらもねこ同様に食いしん坊である。かつて三匹一緒に捨てられていたが、ねこを除いた二匹は拾われていった。すみっコ達が花畑に散歩に行った際にねこと再会する。三匹とも子猫の頃はスリムだったが、現在では全員まん丸の体型である。
「ねこのきょうだいとおかし屋さん」テーマにて新しくオープンしたおかし屋さんパティスリーすみっコにやってきたねこと再び再会した。
住んでいる場所を知っているようで、2023年11月の「ホテルニューすみっコ」テーマでは、ねこに誘われていた。
パン店長
「すみっコパンきょうしつ」テーマから登場。喫茶すみっコの近所にあるパン屋すみっコの店長を務めるフランスパンで、まめマスターとも友人。自身も元々は売れ残りのパンで、パンの美味しさを伝える為に店を始めた。乾燥してひび割れないように普段から牛乳風呂に入っている。
あげだま
「アゲアゲあげっコ」テーマから登場。ちいさなあげっコ達。「えびふらいになりたかった」コ、「とんかつになりたかった」コ、「あげだまに生まれてラッキーだと思っている」コなど性格も様々である。
かわうそ
「かわうそとすみっコキャンプ」テーマから登場。絶滅したと言われている種類のカワウソ。捕まらないように各地を転々としているが性格は好奇心旺盛。ソロキャンプをしていたぺんぎん？が野菜を川に流してしまった際、それを取ってあげた。その後、実はこっそりついてきていた他のすみっコ達とも知り合う。ぺんぎん？にもらったきゅうりを気に入った他、ムービーではとかげと一緒に魚を食べているシーンもある。また、テントを張ったりキャンプ飯を作ったりとキャンパーとしての一面もある。
こーん
「しろくまのほかほかコーンスープ」テーマから登場。コーンスープの缶やお皿のすみっこに残されたコーン。しろくまがコーンスープを作っているときに集まってきた。たぴおかと同様複数個体が存在しピザ、コーンスープ缶、ステーキなど出身地が設定されている。他のすみっコ達からは、たぴおかに似てると言われている。
くり駅長
阪急電鉄とのコラボで登場。つやつやの阪急電車のマルーンカラーに憧れて、阪急ファンをきわめて駅長になった栗。阪急電車のマルーンカラーの語源が「マロン」なのでくりであること誇りに思っている。また、阪急ファンを極めており、時刻表や沿線の名所や名物を教えてくれるという、まさに駅長の鑑と言っても過言ではない。つやつやになるようによく自分をタオルで磨いている。勉強をしている時は、メガネをかける。
10周年記念では「くり」と言う名前で再登場した。
うさぎマイスター
2021年2月「ふしぎなうさぎのおにわ」テーマから登場。森の奥にある不定期に姿を現す"ふしぎなおにわ"で、お出かけ好きなご主人の留守の間、御庭番をしているウサギ。左耳の毛色が薄紫色になっているのが特徴。花を育てたり、お茶を淹れる事が得意で、お茶会に出されるお菓子や軽食も手作りしている。まめマスターとは旧友で、マスターから蝶ネクタイをプレゼントされた。虫が苦手で、虫に会った時は、みならいこうさぎ達に守ってもらっている。
2024年2月の「うさぎのふしぎなおまじない」テーマですみっコたちと再会し、願いが叶うふしぎなうさぎのはなを教えた。すみっコが帰った後に再会できること願っていた。
みならいこうさぎ
「ふしぎなうさぎのおにわ」テーマから登場。森を散歩中に穴に落ち、ぺんぎん？に耳を引っ張られて（一時的に）耳が伸びたしろくまと出会った3びきのこうさぎ。桃色の毛色の子は人見知り、白い毛色の子は元気、茶の毛色で垂れ耳の子はぼんやりやで、すみっコたちを森の奥にあるおにわに案内する。うさぎマイスターを敬愛し、一緒に見習いとして御庭番をしている。2024年2月の「うさぎのふしぎなおまじない」テーマですみっコたちと再会した。
ほし（ひとで？）
「星空さんぽ」テーマより。「すみっコとうみっコ」にて登場しすみっコたちにじぶんさがしを手伝ってもらい自分が星であること思い出し空に帰ったひとで？。ほしさんきょうだいと一緒に列車のような空飛ぶ星の乗りもので星空さんぽの案内をしている。じぶんさがしを手伝ってくれたお礼にすみっコたちを星空さんぽにつれていった。少し光るという説明はなくなり、プライドが高いのみになっている。
ほしさんきょうだい（いちばんぼし、にばんぼし、さんばんぼし）
ほし（ひとで？）と空で出会い一緒に星空さんぽを案内をしている星のさんきょうだい。いちばんぼしは一番うえの星でいつもにこにこ元気、にばんぼしはまんなかの星でおっとりやさしい、さんばんぼしは一番したの星でいろんなものに興味しんしん。ちなみにきょうだいの順番は、
水色星が1番目、桃色星が2番目、紫色星が3番目
となっている。
さとう店長、さとう副店長
「ねこのきょうだいとおかし屋さん 」テーマから登場。コーヒーにそえられていたが使われなかったさとう。さとう人生を楽しむことにし修行を重ね、夢だった自分たちのお店パティスリーすみっコをオープンした。さとう店長は白い角砂糖で、いつもにっこりと笑っており、使われなかったことがラッキーだと思っている。ピンクのリボンを結んだコック帽とピンクのエプロンを着ている。さとう副店長は茶色い角砂糖で、いつも無表情。水色のリボンを結んだコック帽と水色のエプロンを着ている。使われなかったことを落ち込んでいたが、現在はさとう店長にさそわれて共に修行を積み、一緒におかし屋さんをオープンした。ちなみにそのことは本人には嬉しかったらしい。パティスリーすみっコは喫茶すみっコとパン屋すみっコの近所。お店の商品は2人が角砂糖だからか、プリン・カップケーキ・シュークリームは全部四角で出来ているが、マロンやロールケーキ、 すみっコ達がモデルのカップケーキは普通の形に出来ていた。
ぽっぷこーん
「すみっコ映画館」テーマから登場。座席のすみっこに落ちたポップコーン。たくさんの映画を観ていたためそれぞれ表情が豊かで、キャラメル味のコや焦げてる元気なコもいれば、はじけなかったためひねくれたコ（こーんに似た姿をしている）もいる。
こいぬ、いぬ
「こいぬといぬごっこ」テーマから登場。散歩をしていたすみっコが、迷子になっていた"こいぬ"に出会うが、実はおおかみで、昔迷子になって崖から落ちそうになった際に"いぬ"に助けてもらったのがきっかけで、将来立派ないぬになるため修練中。その後いぬとも出会って、こいぬのトレーニングを手伝う事に。
いぬは、優しくておおらかな犬で、おにぎりが大好き。元気いっぱいでほっぺがとても柔らかい特徴を持っている。おにぎりに似ているやまが気になっている。尻尾が丸く麿眉で、身体が茶色の為、外見は柴犬のようだが犬種は不明。（映画版には、ちゃんとした形の犬が出てきたが）それを除いて、すみっコぐらしは10周年を迎えて初めての犬キャラ。
こいぬは、本当はおおかみだが、昔いぬが助けてくれたことからいぬに憧れ、こいぬと名乗っている。おおかみの習性からか（黄たぴおかのような）
黄色い丸い物を見ると、遠吠えをする癖がある。
外見は灰色で、いぬと同じく麿眉、尻尾がいぬと違ってふわふわしている。
おばけのなかま
「おばけのナイトパーク」テーマから登場。それぞれに名前は無いがぬいぐるみなどでは体格が大きくちからもちのおばけを（パープル）、体格が小さくものまねが得意なおばけを（ブルー）、体が長めで遊ぶのが好きなおばけを（オレンジ）としている。
夜の散歩をしていたおばけを仲間だと勘違いし夜はおばけたちのナイトパークになっているたぴおかパークへ連れて行った。
そして、おばけに招待されナイトパークにやってきたすみっコたちと一緒に遊んだ。
とんかつ王
「ようこそ！たべもの王国へ」テーマから登場、たべもの王国の王様。  とんかつより少しだけ大きく、衣の色も濃い目でお肉も丸めで眉毛があり、頭に光るころもを載せてとマントを着けている  マントの裏側にはとんかつとの思い出の半額シールがこっそりと貼ってある。とんかつと一緒に売れ残っていた豚カツでとんかつ同様に残されてしまい、ある日、油の中で光るころもを発見し頭に載せていたら、いつの間にかたべもの王国の王様になっていた模様。とんかつを馬車で迎えに行って貰い、たべもの王国でとんかつと再会した。 とんかつにたべもの王国に暮らすことを提案するがとんかつがすみっコたちと一緒に暮らしたいこと  選んだため、お別れするがまた会える日を待っている。
みにとまと　こめつぶ
お弁当に残されてしまったミニトマトとお茶碗に残されてしまった米粒。みにとまとは、おべんとうでのこされたけど、王国での生活を楽しもうしている。ため笑顔であり。こめつぶはたぴおか等と同様に複数いる。
しろくまのおかあさん
「しろくまのふるさと」テーマから登場、手先が器用で料理などが上手。
しろくまのふたごのきょうだい
「しろくまのふるさと」テーマから登場、しろくまのふたごのきょうだいで、陽気で明るくで、不器用。
ふろしき (ほし)
しろくまのふたごのきょうだいが大事しているふろしき。
えびてんのしっぽ
「えびてんのしっぽ」テーマから登場、天丼に残っていたえびてんのしっぽで食べ物のアイドルに憧れ。

## 制作の経緯
横溝は、サンエックスの新入社員を対象としたデザインコンペに追い詰められている中、学生時代に描いた落書きを見てキャラクターのアイデアをひらめいた。この落書きは、現在の「たぴおか」に近いキャラクターであり、吸いにくさゆえに取り残されたひねくれものという設定である。
横溝は朝日新聞の取材に対し、自分は元々前向きな性格ではなかったため、明るいキャラクターにあまり共感できなかったことと、日本人には「すみっこが好き」が多いということに気づいたことを、部屋の隅にいるキャラクターを集める理由として挙げている。
この当時は見た目や色合いが派手なキャラクターが流行していたが、コンペで横溝の絵が出された際、好評を得られたため、試行錯誤を繰り返す中で現在の形に近づいていった。
キャラクターの内、しろくまは「白い動物を入れたい」という考えから生み出された。初期案においては「しろくま」ではなく「うさぎのぬいぐるみの不良品」という設定だったが、社内での話し合いにより、「寒がりの白熊のほうが面白い」ということで「しろくま」に変更された。また、当初は「しろくま」をメインキャラクターに据える予定だったが、単体でのキービジュアルをみせたところ「暗い」などと不評だったため、メインキャラクターを複数登場させるという方針が取られた。一方、ぺんぎん?は社内コンペの時点からほぼ同じ姿をしている。ただし、この時点では河童を想起させるようなネーミングや設定が盛られていたものの、体色を緑色にした理由が思い浮かばなかったため、「そもそも正体不明にしてはどうか」という提案を受け、「ぺんぎん?」という名前となった。また、社内コンペの時点では「とかげ」の体色は緑色だったが、ぺんぎん？と似ていることから、その後水色に変更された。
ねこは商品化が決定した段階で誕生した。ただし、よこみぞ自身は「猫」というモチーフがかわいくて人気があるため、「すみっコぐらし」のコンセプトに合わないのではないかと悩み、「キャラクターは見た目が9割」という意見を受けて登場させたと2023年のインタビューの中で明かしている。なお、ねこの性格である「恥ずかしがりや」はほかに似たような性格の者がいなかったことに由来しており、結果としてこのキャラクターが多くの人の共感を呼んだとよこみぞは振り返っている。
さらに、一風変わったキャラクターを出すため、「とんかつ」や「えびふらいのしっぽ」といった食べ残しをモチーフとしたキャラクターも登場した。
通常サンエックスではコンペを行った後に社内で投票を行い候補を絞り込んだ後、店頭アンケートを行い、さらにテストとしてメモを販売し、そこからビジネスとして展開する。しかし、このときは翌年（2012年）9月に発表するためのキャラクターの候補がなかったところに、コンペに出てきた『すみっコぐらし』がキャラクター選定メンバーの間で評判となったため、店頭アンケートとテスト販売が省略される形でビジネス展開が決まった。

### テーマとデザイン
新作デザインの制作にあたっては、展開の1年前からチーム内で話し合いが行われる。まずはテーマ出し、次いで全体の目標を定め、そこから実行に移していく。
ただし、デザインを出すのはテーマを決めた後であり、この段階から横溝による監修が入る。
プランナーを務めるサンエックスの大竹は、単にかわいいだけでなく、売ることも考慮していると公式ページの「すみっコ仕事人インタビュー」の中で話しており、「すみっコファンが、どんなものを求めているのか？使いたいのか？」という思いを念頭に置いているとも述べている。

## 展開
グッズ面では、文房具やぬいぐるみ、ポーチ、食器類などの商品が展開されている。季節に応じたグッズも存在し、冬には帽子とマフラーを身につけたすみっコや夏にはスイカをもったすみっコといった具合に、様々なバリエーションが登場している。
2014年10月には付録つきムック『すみっコぐらし Fan Book』が出版された。
2017年7月17日から8月1日まで、5周年を記念してJR山手線でラッピングトレインが運行された。
2018年4月27日には、ユニクロですみっコぐらし グラフィックTシャツ（全5柄）が発売された。

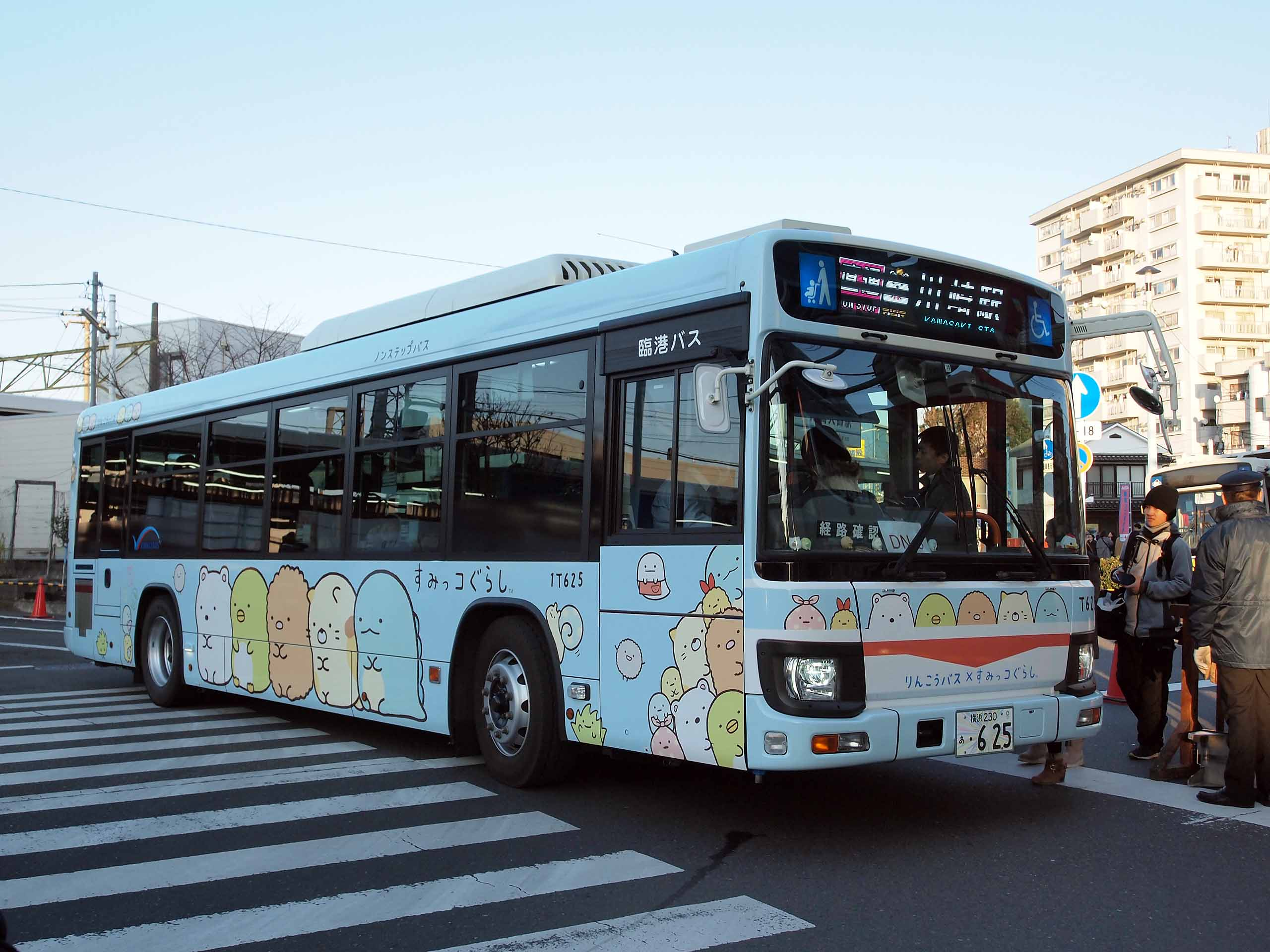
川崎鶴見臨港バスで運行されたすみっコぐらしラッピングバス

2019年11月18日から2020年1月26日まで、京浜急行電鉄で「すみっコぐらし×けいきゅう　京急沿線のすみからすみまであそびにいこうキャンペーン」が開催され、ラッピングトレインの運行や記念乗車券・オリジナルグッズの発売、スタンプラリーなどを実施。期間中は上大岡駅の看板や駅名標がたぴおおおか駅に改称された。グループ会社でも関連イベントが企画・実施され、京急百貨店では展示会「おっきなすみっコぐらし展」を開催、京急油壺マリンパークではクイズラリーや企画展「うみっコとうみのいきもの展」を開催した。川崎鶴見臨港バスでは路線バスの一台にラッピングが施され、当初の契約期間満了のため2020年11月17日で一旦運行を終了、好評のため延長を重ね2022年11月まで運行された。運行終了を記念して2022年11月19日に同社鶴見営業所にて「すみっコぐらしバスおわかれ撮影会」が開催された。
2020年9月1日より2021年3月31日まで、阪急阪神ホールディングスグループの阪急電鉄・阪急阪神ホテルズ・エキ・リテール・サービス阪急阪神の三社でコラボレーションを実施。本コラボレーションのために新キャラクター「くり駅長」を設定し、阪急電鉄では、神戸線、宝塚線、京都線に各1編成ずつくり駅長やすみっコ達を装飾した「すみっコぐらし号」を運転。同時に、スタンプラリーに便利な専用デザインの阪急全線一日乗車券やオリジナルグッズを発売する。阪急阪神ホテルズでは、同年10月7日より直営4ホテル（大阪新阪急ホテル・ホテル阪急インターナショナル・ホテル阪急レスパイア大阪・宝塚ホテル）で特製のデザート・ランチメニュー及び菓子の販売を行う。

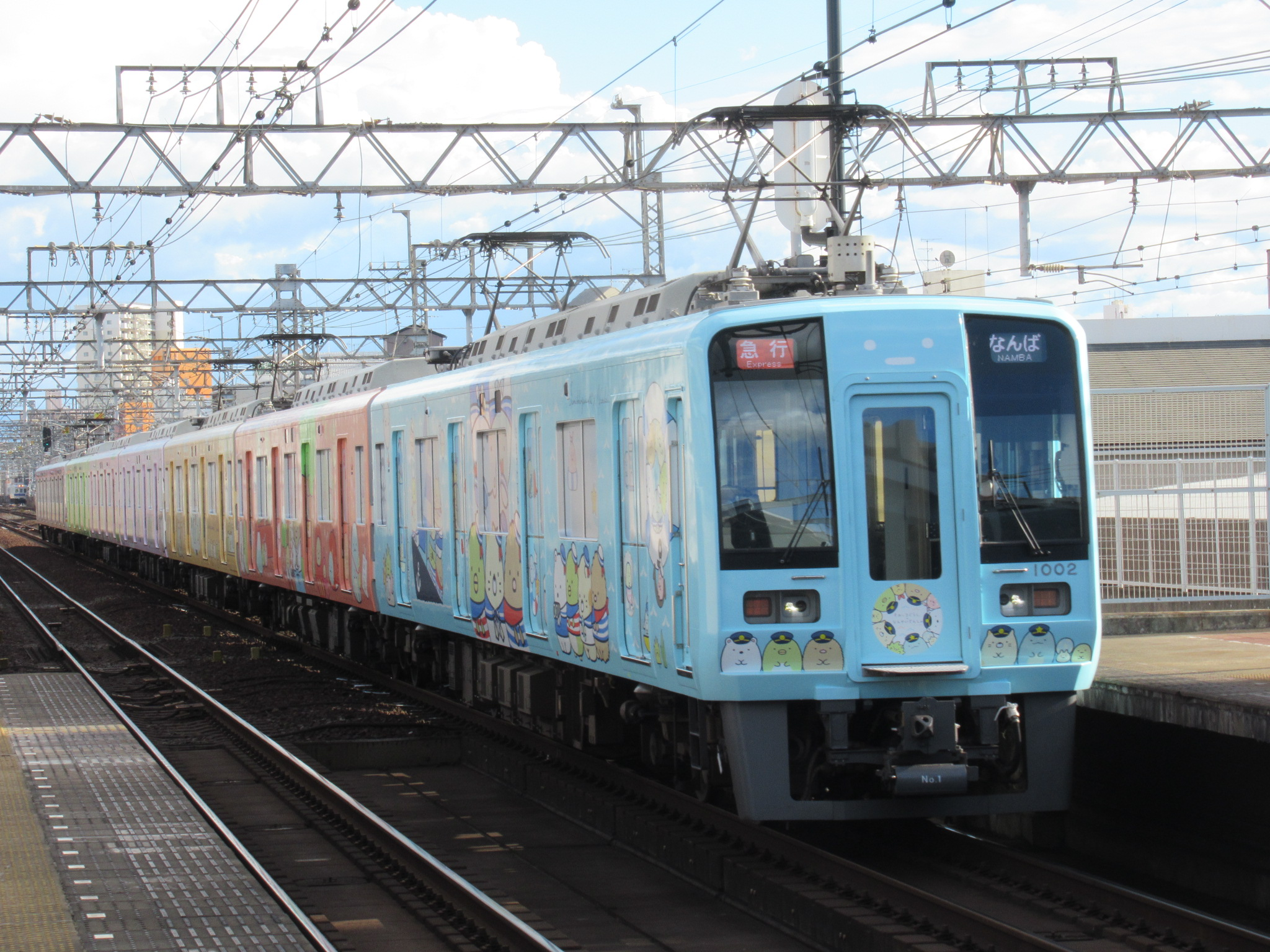
南海1002F　すみっコぐらしラッピング列車

2021年7月22日から、南海電気鉄道で「南海沿線なんかいいね すみっコぐらしめぐりたいキャンペーン」が開催され、ラッピングトレインの運行やフレイザーレジデンス南海大阪での「すみっコぐらしルーム」の提供、期間限定で住吉大社駅の看板や駅名標をすみっコよし大社駅に改称するなどのイベントを実施している。
2022年12月よりキャラクター誕生10周年を記念し、全国の「すみっこまち」の中より、日本最北端の稚内市など5つの都市の観光大使を務める。

## テレビアニメ

### アニメ すみっコぐらし そらいろのまいにち
『映画 すみっコぐらし ツギハギ工場のふしぎなコ』の公開を記念して、すみっコぐらし初のテレビアニメ化となる『アニメ すみっコぐらし そらいろのまいにち』の地上波放送が決定した。
原作は2018年に出版されたすみっコぐらしの原点である『すみっコぐらし そらいろのまいにち』。テレビアニメでは、絵本の世界観そのままに、今につながるすみっコたちの5つのストーリーをやさしい手描きのタッチで表現し、映画版とまた違った「すみっコぐらし」の映像化が実現している。
ナレーションは、映画に引き続き本上まなみと、ナレーション初挑戦となる映画の主題歌を担当するPerfume（あ〜ちゃん、かしゆか、のっち）が担当。
初回は、 2023年10月26日4時20分より日本テレビにて第1話を放送。また同局にて、11月5日16時00分より放送された映画公開記念特番「news zero特別版 "すみっコ"たちはなぜひとびとを魅了するのか？」内にて、全5話の一挙放送が行なわれた。

#### スタッフ
- 原作 -「すみっコぐらし そらいろのまいにち」(主婦と生活社)
- 作者 - よこみぞゆり
- 監督 - 作田ハズム
- シリーズ構成・脚本 - 吉田玲子
- 演出 - 松井久美
- 絵コンテ - 松井久美、千田宏、浅井温子、太田朱音、宇佐美葉子
- ディレクター - 奥村優子
- テクニカルディレクター - 宍戸光太郎
- アニメーター - 川﨑勇樹、藤原行、伊藤沙耶、鬼﨑智美、Kasa、渡邉真奈美
- 原画 - 青木佑理華、濱中亜希子、奥村優子、ふるかわはら
- 美術監督 - 白佐木和馬
- 制作担当 - 植木日菜子
- 制作進行 - 上野雄大、濱中裕
- 制作進行補佐 - 宮澤拓也
- 音楽 - 羽深由理
- 音楽プロデューサー - 千田耕平
- サウンドデザイナー - 松井謙典
- 原作監修 - サンエックス
- アニメーション制作 - ファンワークス
- 制作 - 2023 日本すみっコぐらし協会放送部

#### 各話リスト(全5話)
| 話数      | タイトル                               | 放送日         | ナレーション          |
| --------- | -------------------------------------- | -------------- | --------------------- |
| 第1話     | ねこのおはなし                         | 2023年10月26日 | 本上まなみ            |
| 第2話     | とんかつとえびふらいのしっぽのおはなし | 2023年11月5日  | かしゆか（Perfume）   |
| 第3話     | とかげのおはなし                       | 2023年11月5日  | のっち（Perfume）     |
| 第4話     | しろくまのおはなし                     | 2023年11月5日  | あ～ちゃん（Perfume） |
| 第5話(終) | ぺんぎん？のおはなし                   | 2023年11月5日  | 本上まなみ            |

### アニメ すみっコぐらし ここがおちつくんです
すみっコぐらしの2度目となるテレビアニメが、日本テレビの朝の情報番組「ZIP!」の2025年4月からの新コーナー「ZIP!1分アニメ」にて放送することが決定した。
本作はすみっコぐらし初となるテレビアニメシリーズであり、すみっこがおちつく、すみっこにあつまってくるなかまたち、すみっコたちのこころやすらぐお話を”週のすみっこ”毎週金曜日の朝に、「ZIP!」内で放送されている。
さらに、新キャラクターとして「けだま（ピンクのセーター）」も登場している。
ナレーションは、女優・タレントの奈緒が担当している。
2025年4月4日から放送開始し、毎週金曜日の朝7時30分ごろに放送されている。番組終了後にはTVer、YouTube日テレ「ZIP!」公式チャンネルにて、朝9時から一週間の見逃し配信も行われている。

#### 本作から登場する新キャラクター
けだま（ピンクのセーター）
スタジオのすみっこでアナウンサーが着ていたセーターのけだまから生まれた。他にもねこのけだまから生まれたコだったりいろんな「けだま」がいる。

#### スタッフ
- 原作 -「すみっコぐらし このままでいいんです」(主婦と生活社)、「すみっコぐらし ここがおちつくんです」(主婦と生活社)
- 作者 - よこみぞゆり
- 監督・演出 - きのしたがく
- エグゼクティブプロデューサー - 竹内文恵、鈴木正人、高山晃
- プロデューサー - 𠮷居由香子、富田里奈、望月泰江、櫛山慶、横澤俊之（日本テレビプロデューサー）
- 制作担当 - 西山裕美、松井久美
- セットアップ・アニメーション - 泉川直樹
- 美術監督 - 白佐木和馬
- 音楽 - 羽深由理
- 音楽プロデューサー - 千田耕平、宮川阿子
- サウンドデザイナー - 松井謙典
- 宣伝プロデューサー - 小野美香
- 宣伝デザイン - 野寺尚子
- 予告編制作 - 畠山綾
- 国内セールス - 長優美、立花遥妃
- 原作監修 - サンエックス - 笹沢香澄、大西駿也、山田真菜、加瀬澤香月、大竹裕治、田近萌、鈴木真希
- アニメーション制作 - ファンワークス
- 制作 - 2025 日本すみっコぐらし協会放送部

#### 各話リスト
| 話数   | タイトル           | 放送日        |
| ------ | ------------------ | ------------- |
| 第1話  | にちじょう         | 2025年4月4日  |
| 第2話  | お花見             | 2025年4月11日 |
| 第3話  | すみっこつうこう   | 2025年4月18日 |
| 第4話  | ゆずりあい         | 2025年4月25日 |
| 第5話  | しろくま           | 2025年5月2日  |
| 第6話  | ぺんぎん?          | 2025年5月9日  |
| 第7話  | とんかつ           | 2025年5月16日 |
| 第8話  | とかげ             | 2025年5月23日 |
| 第9話  | えびふらいのしっぽ | 2025年5月30日 |
| 第10話 | ざっそう           | 2025年6月6日  |
| 第11話 | ねこ               | 2025年6月13日 |
| 第12話 | にせつむり         | 2025年6月20日 |
| 第13話 | ほこり             | 2025年6月27日 |

## 映画

### 映画 すみっコぐらし とびだす絵本とひみつのコ
『映画 すみっコぐらし とびだす絵本とひみつのコ』は、『すみっコぐらし』の映画作品の第一作でサンエックス原作のアニメとしては2009年放送のテレビアニメ『クプ〜!!まめゴマ!』、Netflix配信のWebアニメ『リラックマとカオルさん』に続いて3度目となる（劇場映画化は初）。
開発チーム完全監修のオリジナルストーリーが描かれ、ナレーションは20th Centuryの井ノ原快彦と俳優の本上まなみが担当する。また、「すみっコたちのセリフに声をあててしまうと、ファンが違和感を覚える恐れがある」という原作者であるよこみぞの意向により、登場するキャラクターに声優は割り当てられていない。
公開直後から泣ける映画として話題を呼び、2020年1月時点の累計興行収入は14.5億円にまで上ったほか、第29回日本映画批評家大賞アニメーション作品賞を受賞した。

### 映画 すみっコぐらし 青い月夜のまほうのコ
『映画 すみっコぐらし』第2弾の映画制作が発表された。
2021年11月5日公開。ナレーションは前作に引き続き、井ノ原快彦と本上まなみが担当している。公開2週目にシリーズ初となる全国週末観客動員ランキング1位を獲得した。公開3週目にも1位を獲得し、2週連続の首位に立った。このヒットを受け、上映館は12月3日以降新たに72館、12月末までに16館が追加されることが決定した。

#### あらすじ
5年に一度の青い大満月の夜に魔法使いがやってきて夢をかなえてくれるという伝説があったが、夜遅くになってもやってこないため諦めて帰ろうとしたところ、光の船から5人の魔法使いがやってきた。森の中ですみっコたちとナイトパーティーを楽しむが、ふぁいぶと間違い水色のたぴおかを連れて帰ってしまう。一人取り残されたふぁいぶは、とかげの家に泊めさせてもらう。その後すみっコたちがとかげのおうちにに集まった際、すみっコたちの夢をかなえようと魔法を使うが、失敗してしまう。悲しむすみっコたちを見たふぁいぶは叶わなくて悲しい思いをするぐらいなら夢はなくしたほうがいいと思い、しょうしつのまほうを習得し、すみっコたちの夢を消してしまうが、夢の大事さを知ったふぁいぶは夢をなくさなかったすみっコたちと、消してしまった夢を思い出させた。その後、とかげの夢は何だろうと思うが、そのまま寝ようとベッドに上がったところ、とかげの宝箱を落としてしまう。その中にはスミッシー（とかげのおかあさん）に関する物が入っており、ふぁいぶはとかげがスミッシーに会いたいことに気づく。その後鏡で月の光を集めてふぁいぶを迎えに来た魔法使いたちにとかげがスミッシーに会いたいことを話すと、お礼としてとかげをスミッシーに会わせてあげる。しかしすぐに魔法使いたちが帰らなければならなくなり、すぐに別れてしまう。しかしいつも会いたいのが夢ととかげが言うと、ふぁいぶは帽子の星を外してとかげにプレゼントして、魔法使いの世界に帰って、魔法の特訓をするのだった。

#### 本作でのゲストキャラクター
ふぁいぶ
薄紫色の体色で、1番小柄な体格。魔法使いのすえっコでまだ上手く魔法が使えない。手には魔法の本と鉛筆を持っている。劇中では他の魔法使いに取り残されてしまい、とかげと親しくなり、一時期とかげの家に居候する。ちなみに、きょうだいは全員魔法使いのような帽子を被り、牙とコウモリにも悪魔にも見える翼を生やしている。
わん
　ふぁいぶのきょうだいで、魔法使いのリーダー。薄い小豆色の体色で、細長い体格をしている。とてもしっかりものであり、手には箒を持っている。
つー
　ふぁいぶのきょうだいで、物知り。ふぁいぶより少し濃い紫色の体色で、中くらいの体格をしており、尻尾が生えている。兄弟の中で唯一眼鏡をかけており、手には本を持っており、魔法を使う際はつーのみこの本を使い魔法を使っている。
すりー
　ふぁいぶのきょうだいで、いたずらっこですばしっこい。薄い群青色の体色で、つーと同じくらいの体格をしていて、同じく尻尾が生えている。兄弟の中で唯一口を開けており、笑顔。
手に星形のステッキを持っている。
ふぉー
　ふぁいぶのきょうだいで、食いしん坊。力持ち。すりーより少し濃い群青色の体で、1番横幅のある体格。
わんと同じく、箒を手に持っている。

#### 主題歌
「Small world」
作詞・作曲 - 藤原基央 / 編曲 - BUMP OF CHICKEN / 歌 - BUMP OF CHICKEN 

#### スタッフ
- 原作 - よこみぞゆり（サンエックス）
- 監督 - 大森貴弘
- 脚本 - 吉田玲子
- 絵コンテ・演出 - 大森貴弘、浅井幸信、千田宏
- CGディレクター - 熊倉ちあき
- CGプロデューサー - 奥村優子
- 美術監督 - 日野香緒里
- 音楽 - 羽深由理、出羽良彰、南方裕里衣
- 音楽プロデューサー - 千田耕平
- アニメーションプロデューサー - 石原由加里
- プロデューサー - 竹内文恵、伊藤すみれ、黒田政和、望月泰江
- 音楽制作 - CURRENT Inc.
- アニメーション制作 - ファンワークス
- 配給 - アスミック・エース
- 製作 - 2021 日本すみっコぐらし協会 映画部（アスミック・エース、サンエックス、ファンワークス、タカラトミー、イマジニア、日本コロムビア、ジェイアール東日本企画、主婦と生活社、イオンエンターテイメント、システムサービス、日本出版販売）

#### 書籍（映画）
- 小説『映画 すみっコぐらし 青い月夜のまほうのコ』角川つばさ文庫、2021年11月4日、ISBN 978-4-046-32125-1
- 『映画 すみっコぐらし 青い月夜のまほうのコ マグネットブック』主婦と生活社、2021年11月5日、ISBN 978-4-391-15672-0
- 絵本『映画 すみっコぐらし 青い月夜のまほうのコ』講談社、2021年11月8日、ISBN 978-4-065-25823-1
- 『映画 すみっコぐらし 青い月夜のまほうのコ わっくわくあそぶっく』主婦と生活社、2021年11月9日、JAN 491-0-072-20121-1
- 『映画 すみっコぐらし 青い月夜のまほうのコ ストーリーブック』主婦と生活社、2021年11月17日、ISBN 978-4-391-15673-7
- 『すみっコぐらし おうち型マルチポーチBOOK まほうつかいver.』マルチメディア、2021年11月26日、ISBN 978-4-299-02277-6
- 『すみっコぐらし おうち型マルチポーチBOOK すみっコハウスver.』マルチメディア、2021年11月26日、ISBN 978-4-299-02275-2

#### CD（映画）
- 『映画 すみっコぐらし 青い月夜のまほうのコ オリジナル・サウンドトラック』ランブリング・レコーズ、2021年11月5日、RBCP-3412

#### DVD・Blu-ray（映画）
- 『映画 すみっコぐらし 青い月夜のまほうのコ』、2022年5月26日

### 映画 すみっコぐらし ツギハギ工場のふしぎなコ
『映画 すみっコぐらし』第3弾の映画制作が発表された。
2023年11月3日公開。タイトルが『映画 すみっコぐらし ツギハギ工場のふしぎなコ』に発表された。ナレーションは前作に引き続いて井ノ原快彦と本上まなみが担当と発表されていたが、ジャニー喜多川性加害問題に伴う事務所再編により、井ノ原がジャニーズ事務所（10月17日以降SMILE-UP.）およびエージェント会社の副社長に就任することに伴い、事務所と製作委員会による協議の上で、コンテンツの特性と現状を踏まえて判断した結果、井ノ原がナレーションを降板し、本上まなみ1人によるナレーションで公開されることが10月12日に発表された。
2023年11月には同年12月に公開予定の『ウォンカとチョコレート工場のはじまり』（ワーナー・ブラザース配給）とのコラボレーションも行われた。

#### あらすじ
しろくまの家に立ち寄ったぺんぎん（本物）が、きょうだいからしろくまに、しろくまときょうだいが母から貰った茶色のくまのぬいぐるみを渡すよう依頼される。すみっコたちの家にやってきたぺんぎん（本物）がぬいぐるみをしろくまに渡そうとしたが、そのぬいぐるみは途中枝に引っ掛けてしまったせいで、胸のボタンが外れてなくなっていた。ボタンを探しに森の奥へ入ったすみっコたちは、ボタンは見つけるものの、ケアレスミスで再びなくす事となり、同時に先走ったぺんぎん（本物）がもぐらの穴に落ちて行方不明になる。そんな中、すみっコたちは不思議な建物を発見する。煙突を見てお風呂屋と間違えたすみっコたちは、喜んで入ってしまう。ここにボタンが転がっていってないか確かめに全員で怖々入っていくと、ペットボトルに足を滑らせたしろくまがスイッチを押すと、古びた工場が明るくなり、ここはおもちゃ工事であることが判明する。すると扉から、くま工場長が現れる。ほめじょうずである工場長は、「一緒におもちゃを作ろう」と誘ってくる。結局ボタンは見つからなかったものの、そこで働く楽しさを知ったすみっコたちは、次の日、すみっこたちの家に車で迎えに来た工場長と共に工場へ向かい、すみっこたちはかわいい制服を着替えて、仕事をする事になった。ここの工場のロゴを刻印されたおもちゃは少しの知能を持ち自力で動く事ができて、それに感動するすみっコたち。しかし、日ごとに生産ノルマが増え続け、すみっコたちは少しでも休んでいるとアームで持ち場に強制連行されて社畜状態となっていた。くま工場長は工場長で事務室に籠もり、何故か「もっと、もっと、つくらなきゃ」とひどく焦っており、働いているすみっコたちの事など気にもかけていない。生産数をどんどん増やそうとするが、すみっコたちは疲弊。とんかつがコピー機に巻き込まれたり、社畜状態でテンパっていたすみっコ一行の手違いで、みにっコたちが出荷されたりと労災が多発。出荷され外に出たミニっコたちは、街が工場から出荷された「命を得た」おもちゃで埋め尽くされていることに気づき、急いで工場に戻ることにした。みにっコたちを助け出すため、すみっコ一行は外に出ようとすると、工場で働くロボットたちに阻まれる。なんとか避けつつ、社畜状態と町の惨状に意見具申をしにくま工場長がいる事務室に入るも、そこにはイスに座ったまま動かないくま工場長の姿があった。取れたシルクハットの下には工場のロゴの刻印があり、くま工場長自体も工場で作られたぬいぐるみである事が判明。つまり、この工場を動かしていたのは、工場そのものであった。おもちゃの廃工場が意思を持ち、自分の中でまたおもちゃを作って貰いたくてくま工場長を使い、すみっコたちを呼び寄せて作らせていた。動くおもちゃから逃げるみにっコたちはぺんぎん（本物）と合流し、もぐらと共に工場への道案内してもらう。みにっコたちは工場の事務室にたどり着き、ようやくすみっコ一行と合流した。すみっコたちは工場から脱出するべく、工場にいるロボットたちの対策として、おもちゃのふりをして出荷する作戦に出る。カーチェイスで逃げる一行に怒りで追いかける工場。しろくまは工場内から逃げようとした際、きょうだいから貰った思い出のくまのぬいぐるみを部屋に忘れてきた事に気づき、暴れ狂う工場の中で何とか取り戻す。しろくまの家にぬいぐるみがやってきた当初の記憶が蘇り、ツギハギのぬいぐるみが実はくま工場長がこの工場でかつて作られていたぬいぐるみであった。すみっコたちを追い続けていた工場だったが、元々が廃工場だったのかどんどん動かなくなり、とうとうその場で停止してしまう。しろくまの存在を思い出した一行が工場内に入ると、中はスプリンクラーが作動し土砂降りの雨のようになっていた。そこに残っていたしろくまは「だれかがないてる」といい、全員で開かずの扉に向かい、中盤でとかげが手に入れていたカギで扉を開けると、そこにはかつてあった小さな工場と労働者の思い出が映し出されており、奥へ進むと縮小化した工場が座って「じぶんはもうだれにもうごかしてもえない」「じぶんがつくっていたおもちゃはいつかすてられる」と泣いていた。そこで、しろくまが「すてなかったよ」「ふるくなっても」「やくにたたなくても」「すてないよ」「だいじだから！」と言いながらぬいぐるみの被っていた帽子を取って背中側を工場に向かって掲げる。耳の裏には工場のロゴの刻印があった。一緒に行こうという一同に「もううごかないけどいいの？」と問い、全員から肯定の言葉を貰えた工場は全員に感謝した。工場が別の分野でどうにか働けないかと模索するすみっコ一同。色々考えたあげく、工場の中の機材を取っ払って座席を置き、今度は映画館として働けるようになった。そのうち元工場はすみっコの町を後にして別の町へと旅立った。

#### 本作でのゲストキャラクター
くま工場長
町のはずれにあるおもちゃ工場で、すみっコたちと出会う。とってもほめじょうず。

#### 主題歌
「すみっコディスコ」
作詞・作曲・編曲 - 中田ヤスタカ / 歌 - Perfume
オリジナルのものと比べ若干長くなっている。このバージョンは『「すみっコディスコ」（Movie ver.）』として配信されている。

#### スタッフ
- 原作 - サンエックス
- 作者 - よこみぞゆり
- 監督 - 作田ハズム
- 脚本 - 角田貴志（ヨーロッパ企画）
- 製作 - 牟田口新一郎、千田洋史、富山彰夫、澄岡和憲、土門義隆、弓矢政法、髙納勝寿、田村宗弘、奥村景二、桑原勇蔵
- エグゼクティブプロデューサー - 有吉篤史、鈴木正人、高山晃
- プロデューサー - 竹内文恵、伊藤すみれ、富田里奈、望月泰江
- 共同プロデューサー - 𠮷居由香子、沖津純平
- 絵コンテ・演出 - 作田ハズム、千田宏、浅井幸信
- 美術監督 - 日野香緒里
- クリエイティブディレクター - 松井久美
- アニメーションプロデューサー - 押場美波
- 原作監修 - 加瀬澤香月、佐沢香澄、坂本悠、大西駿也、中村明日香、大竹裕治
- CGプロデューサー - 奥村優子
- CGディレクター - 熊倉ちあき
- 3Dレイアウト - 佐藤博行、中嶋桃子
- アニメーター - 吉川菜津、石川昇、服部笙太、原聖、上野雄大、磯村智佳、木内麗奈、菱川パトリシア、大野莉緒、奥村優雅、森山由里亜、石山美花、小見真菜美、早川有子、北川徹也、松邑和哉、今井香里、城口隼大、髙尾駿、戸沼智子、丹羽結雅、目黒七緒
- 3Dモデリング - 渡部里奈、小野響一、佐藤良樹、佐宗祐美、坂元大輔
- 2D作画 - 難波佑季、浅川温子、我那覇裕太郎、太田朱音、山田裕季、宍戸光太郎、川﨑勇樹、藤原行、青木佑理華、Kasa
- 背景 - 片山久瑠実、山田早紀、春日井直美、三條明菜、髙田圭瑛、石井弓、針﨑義士、針﨑亜耶、矢野きくよ
- 撮影 - 宇佐美葉子、村邉里南、斉藤あすか、長谷川麻美、北村響子、久保田楓、松倉千明、厚谷翼、水谷沙也加、伊藤尚貴
- 制作進行 - 島朋子、濱中裕、伊藤眞知子、下条晃一郎、西山裕美、假野紗希子
- 協力ディレクター - 長谷部友実、由水桂、マツクラヒロキ、吉田健
- テクニカルアドバイザー - 若狭隆、森屋崇
- 音楽 - 羽深由理、堀川真理子、阪本衛
- 音楽プロデューサー - 千田耕平
- 音楽ディレクター - 宮川阿子
- スコアミキサー - 田中俊介
- ストリングス - 室屋光一郎ストリングス
- フルート・ピッコロ - 多久和怜子
- オーボエ - 古山真理江
- クラリネット - 東紗衣
- ファゴット - 柿沼麻美
- コントラクター - 里見勉
- コピイスト - 網野航平、長友美樹
- アシスタントエンジニア - 飯島知代、田中宏幸
- レコーディングスタジオ - LANDMARK STUDIO
- ミキシングスタジオ - SHANGRI-LA STUDIO
- 音楽制作 - CURRENT Inc.
- サウンドデザイナー・リレコーディングミキサー - 松井謙典
- サウンドデザイナー - 阿部真也、板倉美樹
- フォーリー - 武藤瑠那、土手柚希、本郷俊介
- スタジオエンジニア - 深井康之
- ナレーション録音スタジオ - IMAGICAエンタテインメントメディアサービス、竹芝メディアスタジオ
- サウンドトラック - 「映画 すみっコぐらし ツギハギ工場のふしぎなコ」オリジナル・サウンドトラック（ランブリング・レコーズ）
- ポストプロダクション - JVCケンウッド・ビデオテック
- 編集 - 渡邉吉郎、柳田綾乃、野崎恵摩
- 進行 - 森山公美子
- 宣伝プロデューサー - 小野美香
- 宣伝 - 田中佳奈子、井上葵、余舒情
- パブリシティ - 扇谷英理子、菅野陽奈子、高橋朋子
- SNS - 増田勇翔、湊崎結衣
- 宣伝デザイン - 野寺尚子
- 予告編制作 - 畠山綾、高橋千枝、髙橋和也
- WEB デザイン - 大竹佐吉、海野由美子、石津智彦
- クリエイティブ - 伊藤聡子
- マーケティング - 池田稲之介、近藤未奈子、野瀬礼子
- タイアップ - 林祐美子、竹山美奈子、谷島正之
- メディアプランニング - 大沼陸、木田杏佳
- 劇場営業 - 鈴木崇史、松永万里、相場桃
- インシアター - 島村雅子、中村理菜
- バリアフリー制作 - 宮原寛、坂本羊子
- 国内セールス - 長優美、莟徹志、吉田 翔平
- 海外セールス - 加藤舞、赤﨑薫、三品満里江、中西裕次、前田百花
- 商品化営業 - 井ノ口智裕、林華野
- 配給統括 - 鈴木雅
- 宣伝協力 - Kプレス、ウルトラグラフィックス、ガル・エンタープライズ、トイズ、ユウアイプランニング、新通、三晃社、スプレンド、MACH
- 制作協力 - IKIF+、ケイカ、SunnyGapen、FLYING SHIP STUDIO、ピコナ、Studio BACU
- 協力 - 株式会社松竹映像センター、東宝スタジオ、CURRENT Inc.、Ventuno、JVCケンウッド・ビデオテック
- 原作協力 - 大鳄宏河、濱田美奈恵、篠田三和、伊藤美月、本多萌華、清嶋光、荒田雄士、後藤優介、松中円来、森本亜由美、浅川真生、來山千紘
- 「ツギハギ工場の食堂メニュー」 募集キャンペーン 入賞のみなさま - 細谷優歌★細谷環歌、小保方聡美、ぺんぎんはてなもの、wat（わっと）、ひまっコぐらし☆、浅野杏莉
- 2023 日本すみっコぐらし協会 映画部（アスミック・エース、サンエックス、ファンワークス、タカラトミー、イマジニア、日本コロムビア、ジェイアール東日本企画、主婦と生活社、システムサービス、日本出版販売、日本テレビ放送網）
- アニメーション制作 - ファンワークス
- 配給 - アスミック・エース

#### 書籍（映画）
- 『映画 すみっコぐらし ツギハギ工場のふしぎなコ マグネットブック』主婦と生活社、2023年10月27日、ISBN 978-4-391-16115-1
- 小説『映画 すみっコぐらし ツギハギ工場のふしぎなコ』角川つばさ文庫、2023年11月4日、ISBN 978-4-046-32270-8
- 『映画 すみっコぐらし ツギハギ工場のふしぎなコ わっくわくあそぶっく』主婦と生活社、2023年11月4日、JAN 491-0-072-20123-5
- 絵本『映画 すみっコぐらし ツギハギ工場のふしぎなコ』講談社、2023年11月6日、ISBN 978-4-06-533497-3
- 『映画 すみっコぐらし ツギハギ工場のふしぎなコ ストーリーブック』主婦と生活社、2023年11月10日、ISBN 978-4-391-16110-6

#### CD（映画）
- 『映画 すみっコぐらし ツギハギ工場のふしぎなコ オリジナル・サウンドトラック』ランブリング・レコーズ、2023年11月3日、RBCP-3508

#### DVD・Blu-ray（映画）
- 『映画 すみっコぐらし ツギハギ工場のふしぎなコ』、2024年5月29日

### 映画 すみっコぐらし 空の王国とふたりのコ
『映画 すみっコぐらし』第4弾の映画制作が発表された。
2025年10月31日公開。6月26日、タイトルが『映画 すみっコぐらし 空の王国とふたりのコ』に決定し、新キャラクター、ティザービジュアル、特報映像が公開された。前作では本上まなみ1人によるナレーションだったが、本作では井ノ原快彦が復帰し、2人によるナレーションが復活する。井ノ原快彦が映画すみっコぐらしでナレーションを担当するのは前々作の『映画 すみっコぐらし 青い月夜のまほうのコ』以来となる。

#### 本作でのゲストキャラクター
おうじ
深刻な水不足を解決するため、空の王国からやってきた。病気のおうさまのかわりに、「ひとりで何でもできるようにならないと！」と頑張っている。
おつきのコ
おうじが幼い頃からいつもそばで支えている。

#### スタッフ
- 原作 - サンエックス
- 作者 - よこみぞゆり
- 監督 - イワタナオミ
- 脚本 - 角田貴志（ヨーロッパ企画）
- 美術監督 - 日野香諸里
- アニメーション制作 - ファンワークス
- 配給 - アスミック・エース

## 書籍
- 絵と文 よこみぞゆり『すみっコぐらし ここがおちつくんです』主婦と生活社、2014年3月28日、ISBN 978-4-391-14500-7
- 『すみっコぐらし Fan Book』主婦と生活社、2014年10月1日、ISBN 978-4-391-63663-5
- 監修 サンエックス『すみっコぐらしのすみっこ名言』KADOKAWA、2015年9月17日
- 編集 キャラぱふぇ編集部『すみっコぐらし なぞなぞなんです』KADOKAWA、2016年6月24日
- 絵と文 よこみぞゆり『すみっコぐらし このままでいいんです』主婦と生活社、2016年7月1日
- 監修 サンエックス『すみっコぐらしのすみっこ名言2』KADOKAWA、2017年2月2日
- 監修 サンエックスと武山廣道『すみっコぐらしの毎日がしあわせになる禅語』発行：リベラル社、発売：星雲社、2017年12月19日
- 監修 サンエックス 『すみっコぐらし検定公式ガイドブック すみっコぐらし大図鑑 』主婦と生活社、2018年7月31日
- 絵と文 よこみぞゆり『絵本すみっコぐらし そらいろのまいにち』主婦と生活社、2018年11月12日
- 監修 サンエックス 『すみっコぐらしの四季めぐり』発行：リベラル社、発売：星雲社、2019年4月25日
- 絵と文 よこみぞゆり『絵本すみっコぐらし いつでもとなりに』主婦と生活社、2021年12月10日
- 監修サンエックス　『すみっコぐらし大図鑑プラス』主婦と生活社、2024年7月2日

## ゲーム
発売・配信開始順に記載。
すみっコぐらし ここがおちつくんです
すみっコたちの世話をする内容である。販売本数は10万本を突破している。
すみっコぐらし おみせはじめるんです
3DSゲーム第二弾。すみっコたちがそれぞれの店を開く内容となっている。
すみっコぐらし 〜パズルをするんです〜
初のスマートフォンゲーム。制限ターン数以内に、同じすみっコの模様が描かれたたま等を一定数集めて消していくパズルゲームとなっている。ステージをクリアしていくとすみっコたちの冒険の旅が進んでいく。基本プレイ無料・アイテム課金制(Free-to-play)。
すみっコぐらし むらをつくるんです
3DSゲーム第三弾。「村づくり」がテーマであり、商店街の福引きで「村のおうち」を当てたすみっコたちが、田舎の「すみっこ」に村を作るところから始まる。
すみっコぐらし ここ、どこなんです？
3DSゲーム第四弾。「探検」がテーマであり、金ぴかのアームによって不思議な島へと連れて来られたすみっコたちの探索劇を描く。
すみっコぐらし すみっコパークへようこそ
初の据置機ゲーム。「すみっコパーク」というテーマパークが舞台のパーティーゲームである。
すみっコぐらし あつまれ！すみっコタウン
据置機ゲーム第二弾。すみっコたちのために「すみごこちのよい町」を作るシミュレーションゲーム（ミニスケープ）。
すみっコぐらし 学校生活はじめるんです
据置機ゲーム第三弾。すみっコたちのために「楽しい学校」を作るシミュレーションゲーム。
映画 すみっコぐらし とびだす絵本とひみつのコ ゲームであそぼう！ 絵本の世界
据置機ゲーム第四弾。第一弾の映画版とのタイアップ作品。映画に関連したミニゲームを楽しむことができる。
すみっコぐらし 農園つくるんです
スマートフォンゲーム第二弾。農園で様々な作物を育て、大好きなおやつや料理を作ったり、きせかえをしたり、自分好みの農園を作って、すみっコたちとまったりした農園生活が楽しめる。
すみっコぐらし おへやのすみでたびきぶんすごろく
据置機ゲーム第五弾。世界の旅をテーマにしたすごろくパーティーゲーム。
映画 すみっコぐらし ～ぴったりつめるんです～
スマートフォンゲーム第三弾。第二弾映画とのタイアップ作品。
映画 すみっコぐらし ～まほうをつかってすみっコぽちぽち～
スマートフォンゲーム第四弾。こちらも第二弾映画とのタイアップ作品。
映画 すみっこぐらし 青い月夜のまほうのコ ゲームであそぼう！ 映画の世界
据置機ゲーム第六弾。映画版とのタイアップ作品第二弾。前回に引き続き映画に関連したミニゲームを楽しむことができる。
すみっコぐらし みんなでリズムパーティー
据置機ゲーム第七弾。流れる音楽のリズムに合わせてボタンを押したりJoy-Conを振って楽しむリズムゲーム。
映画 すみっコぐらし ツギハギ工場のふしぎなコ ゲームであそぼう！ 映画の世界
据置機ゲーム第八弾。映画版とのタイアップ作品第三弾。こちらも前回と同様に映画に関連したミニゲームを楽しむことができる。
映画 すみっコぐらし 空の王国とふたりのコ あそぼうキャラクロス
据置機ゲーム第九弾。映画版とのタイアップ作品第四弾。映画に登場するキャラクターやアイテムをモチーフにしたパズルを解いてドットイラストを描くイラストクロスワードパズルゲーム。
すみっコぐらし つくろう！ステキなすみっコ島
据置機ゲーム第十弾。すみっコたちと一緒に「すみごこちのよい島」を作るシミュレーションゲーム。